# Haukipudas
Haukipudas és una ciutat i antic municipi d'Ostrobòtnia del Nord a Finlàndia. La seva costa s'estén pel Golf de Bòtnia i la travessa el riu Kiiminkijoki. Juntament amb els municipis de Kiiminki, Oulunsalo i Yli-Ii, es va fusionar amb la ciutat d'Oulu l'1 de gener de 2013.
En el moment de la fusió, el municipi tenia una població de 19,053 (31 de desembre de 2012) i ocupava una superfície de 1,023.62 km2 (395.22 sq mi) dels quals 224.95 km2 (86.85 sq mi) és aigua. La densitat de població era 23,8559/km. Només s'hi parla finès.
A Haukipudas hi havia 16 pobles: Kirkonkylä, Santaholma, Ukonkaivos, Martinniemi, Asemakylä, Onkamo, Halosenniemi, Holstinmäki, Häyrysenniemi, Jokikylä, Kalimeenkylä, Kello, Kiviniemi, Parkumäki, Takkuranta i Virpiniemianta.
Culturalment, destaca el Haukipudas Museum, centrat en la història local, especialment marítima de la població.